# NO Возничего
NO Возничего (лат. NO Aurigae), HD 37536 — одиночная переменная звезда в созвездии Возничего на расстоянии (вычисленном из значения параллакса) приблизительно 7182 световых лет (около 2202 парсеков) от Солнца. Видимая звёздная величина звезды — от +6,44m до +6,06m.

## Характеристики
NO Возничего — красный сверхгигант, пульсирующая медленная неправильная переменная MS-звезда (LC) спектрального класса M2SIab или M2I. Масса — около 4,93 солнечных, радиус — около 630 солнечных, светимость — около 73000 солнечных. Эффективная температура — около 3700 К.